# Tendu, Indre
Tendu là một xã ở tỉnh Indre ở miền trung nước Pháp. Xã này có diện tích 42,17 km², dân số năm 1999 là 451 người. Khu vực này có độ cao trung bình 171 mét trên mực nước biển.

## Geography
Thị trấn này có sông Bouzanne.